# Étienne Catta
Étienne Catta, né le 15 mai 1901 à Nantes (Loire-Inférieure) et mort le 21 septembre 1974 dans l'abbaye Notre-Dame de Randol en Auvergne, est un prêtre catholique, chanoine et universitaire français, principal cofondateur de l'Opus sacerdotale en 1964.

## Biographie
Étienne René François-de-Sales Catta est le onzième enfant d'Antoine Catta (1839-1902), frère de Tony Catta (père de Dominique Catta) ; trois autres de ses frères et sœurs sont aussi dans les ordres. Son petit-neveu Hervé-Marie Catta est l'époux de Martine Laffitte-Catta, qui cofondera la Communauté de l'Emmanuel.
Il devient oblat bénédictin à l'abbaye Notre-Dame de Fontgombault avant d'entrer au grand séminaire de Nantes. 
Il est ordonné prêtre pour le diocèse de Nantes en 1928. Succédant au père Alcime Bachelier parti à Angers, à partir de 1933 il enseigne au petit séminaire des Couëts, près de Nantes. À son tour, en 1943 il est chargé d'enseignement à l'université catholique de l'Ouest d'Angers en tant que professeur d'histoire ancienne et byzantine. Il donne aussi des cours d'été à l'université du Nouveau-Brunswick, au Canada. Son extrême complaisance à l'égard des thèses de l'Action française, qui ne lui avait pas suscité à Nantes de souci avec sa hiérarchie, lui attirera quelques ennuis à Angers. 
Docteur ès lettres en 1947, spécialiste de la doctrine sociale et politique de l'Église ainsi que du cardinal Louis-Édouard Pie, il devient chanoine honoraire du diocèse de Nantes la même année, continuant, au côté de ses grandes biographies d'ecclésiastiques, ses recherches d'histoire religieuse sur le diocèse de Nantes.
En 1957, il édite les Poésies spirituelles du jésuite Jean-Joseph Surin et ses Contrats spirituels, qu'il avait découverts en 1939 dans les archives de la Visitation de Nantes.
En 1964, il fonde, après avoir rencontré Marcel Lefebvre, et aidé de quelques prêtres, l'« Association pour le soutien du sacerdoce catholique », plus connue sous le nom d'Opus sacerdotale, qu'il préside jusqu'à sa mort en 1974. 
Il participe également à la fondation de l'oratoire Saint-Joseph.
Il meurt subitement le 21 septembre 1974 et est inhumé dans le cimetière de l'abbaye Notre-Dame de Fontgombault.

## Publications
- Le T.R.P. Basile-Antoine Moreau (1799-1873) et les origines de la Congrégation de la Sainte-Croix, Montréal, Fides, 1950-1955, (3 volumes), 583 p., 519 p., 723 p.[8]
  - traduction canadienne-anglaise : Basil Anthony Mary Moreau, I/II, Milwaukee, 1955, XXII+1016pp + 1108pp
  - c.r. Peter F. Anson in The Journal of Ecclesiastical History (Cambridge U.P.), X/1 (april 1959), pp 117-118
- La Visitation Sainte-Marie de Nantes, (thèse, 1947), Paris, Vrin ("publié avec le concours de Cnrs"), 1954, 575 p.[9],[10].
  - compte rendu par B.A. Pocquet du Haut-Jussé in B.Shab (Rennes), 1958
- Poésies spirituelles, suivies des Contrats spirituels du Père Jean-Joseph Surin, éditeur scientifique (thèse complémentaire, "publiée avec le concours du Cnrs)), P., Vrin, 1957, 227 p.[11],[5],[12].
- La doctrine politique et sociale du cardinal Pie, Paris, Nouv. éd. latines, 1959 (rééd. 1991, 2008), 374 p.[13],[14].
- La Très-Révérende-Mère Marie des Sept-Douleurs (1818-1900) et les origines des Marianites de Sainte-Croix, en collab. avec Tony Catta, 1958. Traduction :
  - Mother Mary of the Seven Dolor and the Early Origins of the Marianites of Holy Cross (1818- 1900), Milwaukee, Catholic Life Publ., 1959, 495pp
- Dom Guéranger et le 1er Concile du Vatican, Sablé, Abbaye Saint-Pierre de Solesmes, 1962, 65 p.
- Le frère André (1845-1937) et l'Oratoire Saint-Joseph du Mont-Royal, Fides, 1964, XXXV+1146pp
  - c.r. Lionel Groulx in Revue d'histoire de l'Amérique française, XIX/1 (juin 1965), pp 142-144
- "Le mobilier, l'iconographie des anciennes églises paroissiales de Nantes sous le règne de Louis XIII et la dévotion des Nantais, in M.Shab (Rnes), XLVI (1966), pp 71-97
- "La Bretagne fut-elle consacrée à saint Joseph ?", in Cahiers de joséphologie, XVIII/2 (1970), pp 214-237
- Saint Hilaire et le cardinal Pie, Ed. du cèdre, 1970, 193 (rééd. DMM, 2015, 197pp)

### Sources
- Jean Guéhenneuc, « Dictionnaire du Monde religieux dans la France contemporaine, Tome 3 »